# Kungers

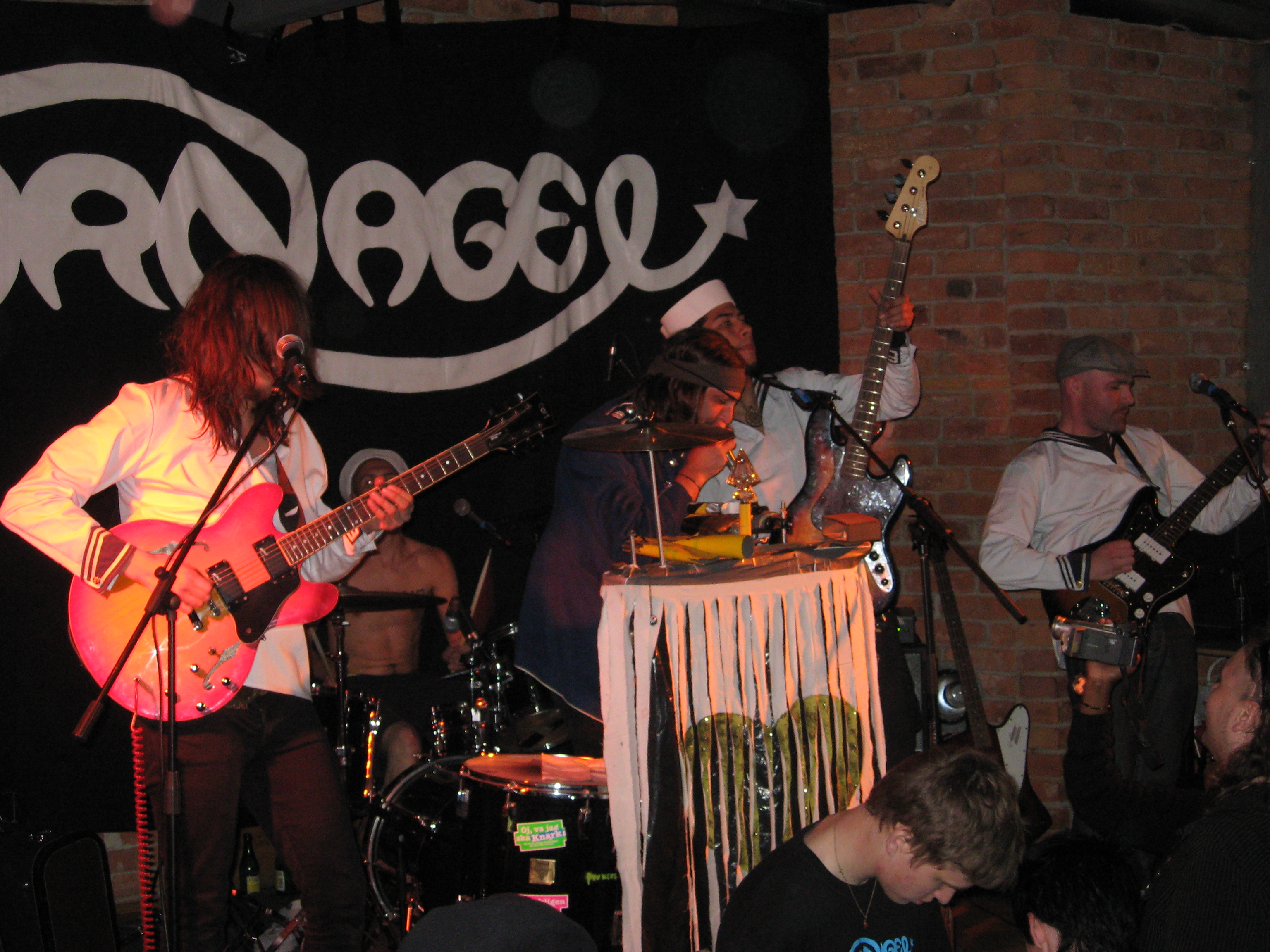
Kungers spelar på Vieille Montagne 24 maj 2008.

Kungers var en svensk musikgrupp som var aktiv i Stockholm och som bildades 1997. Bandet har på senare tid skapat ett helt eget sound, som innehåller bland annat rock, reggae, punk, ska och folkmusik. Bandet har även låtar som är rena hardcore-låtar, och rena hiphop-låtar. Den 5 juli 2007 var bandet med på TV4:s Nyhetsmorgon. Kungers spelade som "lokalband" på kalasturnén år 2003 i Stockholm. 

## Medlemmar
Andreas Grega (sång)
Skoob (gitarr)
Alex (gitarr)
Sigge (bas)
Jimbo (trummor)

## Diskografi
- 1998 – Andra sidan (EP)
- 2007 – Folkpunk
- 2008 – Slipstenar (singel)
- 2008 – Galaxen